# 장필리프 크라소
장필리프 닐 스테프 크라소(프랑스어: Jean-Philippe Nil Step Krasso, 1997년 7월 17일 ~ )는 리그 2 클럽 파리 FC의 공격수로 뛰고 있는 코트디부아르의 프로 축구 선수이다. 독일에서 태어난 그는 코트디부아르 국가대표팀에서 뛰고 있다.

## 구단 경력

### 초기 경력
크라소는 2007년 독일에서 프랑스로 건너가 IFR 샤토루에서 축구를 시작한 후, 로리앙의 아카데미에 들어갔다. 그는 그의 초기 경력을 샹피오나 나시오날 2에서 로리앙 B, 실티하임, 그리고 에피날과 함께 보냈다.

### 생테티엔
2020년 5월 28일, 크라소는 생테티엔과 3년 계약을 체결했다. 2020년 7월 24일, 그는 파리 생제르맹과의 2020 쿠프 드 프랑스 결승전에서 1-0으로 패한 생테티엔에서 프로 데뷔 전을 치렀다. 2021년 1월 31일, 그는 샹피오나 나시오날의 르망으로 임대되어 선수 생활을 시작했다. 2022년 1월 27일, 크라소는 리그 2의 아작시오로 임대되었고, 클럽이 리그 1로 승격하는 데 도움을 주었다.
2022년 8월 30일, 크라소는 5-0으로 이긴 바스티아와의 안방 경기에서 4골을 넣으며 21세기 클럽 최초로 리그 경기에서 4골을 기록했다.

### 츠르베나 즈베즈다
2023년 6월 20일, 크라소는 세르비아 수페르리가 우승팀인 츠르베나 즈베즈다에 자유이적으로 합류하였다. 7월 30일, 그는 보이보디나와의 안방 경기에서 데뷔 전에서 2골을 득점하였고, 팀은 5-0 승리를 거두었다.

## 국가대표팀 경력
크라소는 독일에서 태어났고 코트디부아르 혈통이고, 어린 나이에 프랑스로 이주했다. 그는 2017년 툴롱 토너먼트에서 코트디부아르 U-20 국가대표팀으로 참가했다.
2022년 9월 25일, 2-1로 이긴 토고와의 친선 경기에서 코트디부아르 국가대표팀 데뷔 전을 치렀다.
크라소는 2023년 아프리카 네이션스컵에서 코트디부아르 국가대표팀의 일원으로 활약하며, 기니비사우의 조별 리그 경기에서 1골을 넣었다.

## 수상
츠르베나 즈베즈다
- 세르비아 수페르리가 : 2023–24
- 세르비아컵 : 2023–24[15]

코트디부아르
- 아프리카 네이션스컵 : 2023[16]